# Morlhon-le-Haut
 Morlhon-le-Haut  là một xã ở tỉnh Aveyron, thuộc vùng Occitanie ở miền nam nước Pháp.